# Parigny (Loire)
Parigny é uma comuna francesa na região administrativa de Auvérnia-Ródano-Alpes, no departamento de Loire. Estende-se por uma área de 9,15 km². Em 2010 a comuna tinha 633 habitantes (densidade: 69,2 hab./km²).